# 長森站
長森站（日语：／ Nagamori eki */?）是位於日本岐阜縣岐阜市藏前二丁目的東海旅客鐵道（JR東海）高山本線鐵道車站。

## 車站構造
相對式月台2面2線，可進行列車交會的地面車站。
岐阜站負責管理的無人車站。2010年3月設TOICA専用簡易改札機。不設廁所。

### 月台配置
| 月台 | 路線     | 方向 | 目的地             |
| ---- | -------- | ---- | ------------------ |
| 1    | 高山本線 | 上行 | 岐阜、名古屋方向   |
| 2    | 高山本線 | 下行 | 美濃太田、高山方向 |

## 車站周邊
岐阜站鄰接的車站。
- 岐阜縣總合醫療中心（舊縣立岐阜病院）
- 富田高等學校
- 岐阜東高等學校
- 岐阜東中學校
- 手力雄神社
- 名古屋鐵道-名鐵各務原線手力站（南500m）

## 歷史
- 1920年11月1日：高山線岐阜～各務原間開通，開業。但只限貨物提取[2]。
- 1924年11月25日：追加本站可以辦量客運事宜[3]。
- 1969年1月1日：取消貨物提取服務。無人站化。[4]
- 1987年4月1日：國鐵分割民營化，車站由東海旅客鐵道（JR東海）承繼。
- 2010年3月13日：開始可以使用TOICA。

## 相鄰車站
東海旅客鐵道
 高山本線
岐阜（CG00）－長森（CG01）－那加（CG02）